# Gudzsó
Gudzsó, más néven a vizek városa. A 16. században Endo Morikazu által alapított város Japán szívében, egy kis völgyben található, a Nagara folyó mellett. A Gifu prefektúrában található kisváros a jellegzetes nyári táncfesztiváljáról, a tiszta folyású vizekről és az étel makettjeiről híres. A nevét nem véletlenül kapta, a város számára nagyon fontos a víz, hiszen a közelben lévő 3 folyó itt találkozik (Kodara, Josida, Nagara) valamint rengeteg meleg vizű forrás is található. Az ide utazó turistának lehetősége nyílik, hogy megismerjék a város színes történelmét és hagyományait, amelyet az itt élők a mai napig fenntartanak.

## A víz fontossága
Gudzsó Hacsiman alapítása óta a víz fontos szerepet játszik a város és a benne élők életében. A vizet mindig is a város védelmére használták, nem pedig hajózásra vagy kereskedelemre. Hiszen az őt körülvevő folyók, vagyis a Kodara és a Josida túl sekélyek, így nem lehet őket hajózásra használni. A víz egyrészt védelmet nyújt a város körül, erre használták az Edo korszakban is és nagy segítséget nyújtott a vár védelmében. Másrészt ha a városban tűz ütne ki, lassabban vagy egyáltalán nem tudna a tűz terjedni a házak között végig futó csatornák miatt. Valamint a helyiek a mai napig itt mossák ruháikat, a rizst, a zöldségeket és a gyümölcsöket, illetve ivóvízként szolgál. A város híres a víz tisztaságáról valamint a vízben úszkáló koi halakról.

### A koi hal

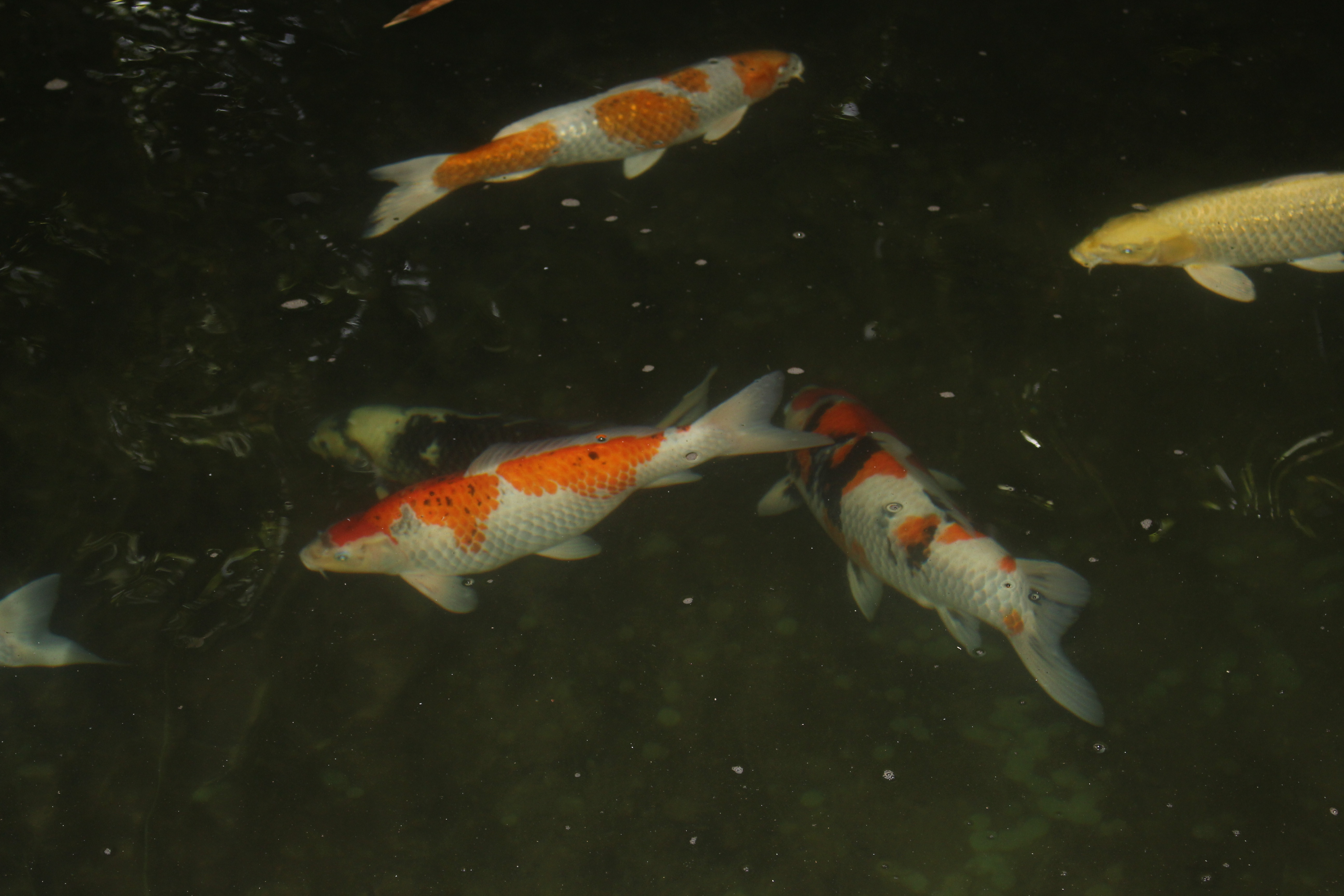
Koi halak

A koi hal vagy más néven koi ponty a város minden pontján megtalálható, a csatorna fedőkön, plakátokon vagy akár bármilyen díszítési formaként. Ez a hal Japánban a barátság és a szeretet jelképe, ezért sok helyen díszhalként tartják. A városban végig futó folyókban rengeteg ilyen halat lehet látni és az embernek lehetősége is van megetetni őket,mivel a folyók mentén több helyen is kapható különböző haleledel.

## Hagyományok
A városban található egy híd, amelyet ugró hídnak neveznek, az ezalatt futó folyó, az utca szintje alatt 12 méterrel található. A hídhoz kötődik egy beavatási rítus a fiatal fiúk és férfiak számára, ezért a nyár folyamán rengetegen ugranak le erről a hídról. Természetesen több tábla és plakát is jelzi, hogy csakis gyakorlott ugróknak szabad leugrani, hiszen tapasztalatlan turisták könnyen megsérülhetnek vagy akár meg is halhatnak, ezekre sajnos már akadt példa. Viszont a folyó mentén van több sekélyebb és kavicsosabb rész, amely a turisták számára tökéletesek, hogyha ugrani vagy úszni szeretnének.

### Gudzsó Odori fesztivál
A város egyik legnagyobb eseménye a nyáron megtartott Gudzsó Odori fesztivál, ami július közepén kezdődik és szeptember első hétvégéjén ér véget. Ez a fesztivál az egyik a három legfontosabb bon fesztivál közül Japánban. A Gudzsó Odori 10 dalból áll, a leghíresebb a „Kavaszaki” és a „Haru Koma”. Több ezren vesznek részt ezen az ünnepen, amin bárki csatlakozhat. Ezeken a fesztiválokon rengeteg művész és zenész lép fel, akik általában a tánckör közepén ülnek és dalokkal szórakoztatják az ide érkezőket. Különböző hangszereket lehet hallani a fesztivál során például dobokat, samiszeneket, sőt bambusz fuvolákat is. A fesztivál legvártabb pillanata a Tecuja Odori, amikor is az itt lévők négy éjszakát táncolnak végig. A fesztiválon nincs kötelező öltözet, bár a helyiek ilyenkor mind kimonóba vagy jukatába bújnak, nem ellenzik azt se, ha valaki farmernadrágban áll be a tánckörbe. A táncmozdulatok is nagyon egyszerűek, a dalok nagy részénél a körben álló emberek az óramutató irányával megegyezően apró lépéseket tesznek a zene ritmusára. Erre egy kivétel van, a „Gen Gen Bala Bala”, mivel erre a dalra a táncosoknak pont az óramutatónak ellenkező irányba kell lépegetniük.
Egyes hiedelmek szerint a Gudzsó fesztivált 400 évvel ezelőtt tartották meg először. Egy bizonyos Endo Jositaka volt az ötlet kitalálója, a célja pedig az volt, hogy a város lakói találkozzanak és jól érezzék magukat a társadalmi osztályuk különbsége ellenére.

### Étel makettek
Japán nagyon híres a különleges ételeiről és ezeknek a kinézetéről, de sokan nem tudják, hogy ez már lényegében egy külön művészeti ág. Japán több pontján is készítenek igazinak kinéző, de valójában mű ételeket, amiket szampurunak neveznek. Első ránézésre nagyon nehéz megkülönböztetni ezeket a művészi alkotásokat néhány finomnak tűnő szusitól vagy onigiritől. Gudzsót nevezhetjük ezeknek a szampuruknak az otthonának, hiszen 10 szampuru készítő műhely is található benne. Néhány műhelyben az embernek lehetőség nyílik arra, hogy kipróbálják magukat, képesek-e készíteni egy ilyen étel makettet.

## Népesség
| Lakosok száma | 44 491 | 42 090 | 38 747 |
|               | 2010   | 2015   | 2020   |

## Látnivalók

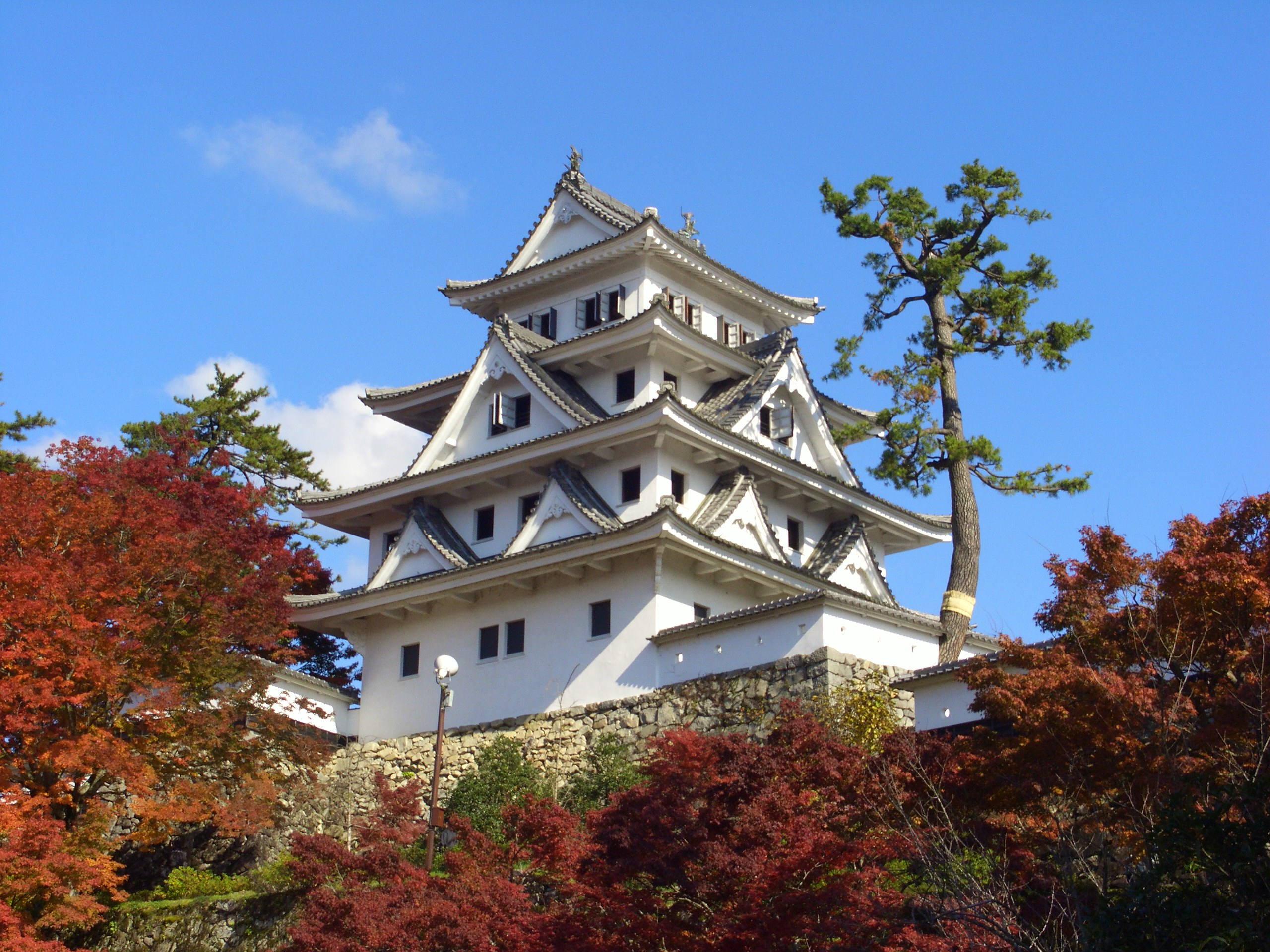
Gudzsó Hacsiman kastély

A Hacsiman hegységben található kastélyt 1559-ben építette Endó Morikazu. Halála előtt nem sokkal fejezte be a vár építését, amit később fiára hagyott, Endó Jositakára. Később a kastély irányítása Inaba Szadamicsi kezébe került, aki a kastély nagy részét felújította. A Szekigaharai csata után Jositaka visszatér a kastélyhoz. A Cunetomoi találkozó után a kastélyt újra bővíteni kezdték 1646-ban. Később a Meidzsi restauráció során, pontosabban 1870-ben a Japán korszerűsítési kísérletek miatt a kastélyt lerombolták. 1933-ban újjá építették, de ezúttal fából. Mindezek ellenére a belső felépítése megmaradt. A kastély a dombtetőn helyezkedik el, így gyönyörű kilátás nyílik a városra. A kilátás mellett még egy pozitívuma van a kastély elhelyezkedésének, ami pedig az azt körülvevő folyók, amik gyakorlatilag természetes vizesárokként szolgáltak.
Gudzsó Hacsimanban több szentély és templom is található, ezeket mind 1660-ban építették, amikor a várost és az itt található kastélyt is felújították. Pontosan 4 szentélynek és 13 templomnak ad otthont ez a város, amelyek nem csap spirituális és vallási célokat szolgáltak, hanem katonaiakat is. A város egész területén stratégiaian helyezték el őket, hogy így nyújtsanak védelmet a Hacsiman hegységben található kastély számára. Általában ezeket a kastélyokat és szentélyeket egy hosszú utca végén helyezték el.

### Templomok
- Dzsion Dzsi Zen templom: egy 1606-ban alapított békés kis Zen templom, amelyben több tó és vízesés is található.
- Dai Dzso Dzsi templom: 1603-ban alapították a Kodara folyó mentén. A fő kapu azon kívül, hogy ősszel gyönyörűen mutat a juharfák között, egy nagyon különleges tulajdonsággal bír. Az évek során több tűzeset is túlélt, köztük azt is, amikor maga a templom égett porrá.
- Cso Kjo Dzsi templom: 1601-ben alapították. Itt található az Endo család, valamint Gúdzso Hacsiman első feudális urának a sírhelye.
- Gocsiku templom: ezt a zen templomot 1521-ben alapították. Az itt található harang több mint 100 éve minden nap négyszer megszólal.

- Jo Dzsi templom: ez a Gifu prefektúrában található legnagyobb faház, amit 1256-ban alapítottak. A templomban egy múzeum is található.

### Utcák
- Kadzsija macsi és Sokunin macsi a város két fő utcája, amelyek otthont adnak a város kézműveseinek, mint például a kovácsoknak és az ácsoknak. Az utcák két oldalán végig futó csatornák 1660-ban épültek egy tragikus tűzesetet követően, ami 1652-ben történt. Ekkor a városi északi részének egy nagyobb területe porig égett.
- Janagi macsi, a Sirojama lábainál fekvő utca. Az utca mentén hagyományos stílusban épített házak láthatóak és a mellette lévő csatornát az itt élők a mai napig használják a háztartás elvégzéséhez, akár mosásra vagy főzésre. A város legnagyobb temploma, a Jo Dzsi a Janagi macsi déli végén fekszik, közvetlenül a Jokamacsi Pláza mögött.
- Janaka ko micsi a Sin macsitól nem messze található vékony kis utca. A kavicsos utca egyik oldalán egy kis patak fut végig, valamint az utcában több fűzfa is található, amik nyáron kellemes árnyékot nyújtanak egy hosszú séta során. Ezen a kis utcán három múzeum is található.

### Barlangok
Gudzsó Hacsiman  környékén rengeteg gyönyörű látnivaló vár a turistákra, amelyekhez tömegközlekedéssel, de akár gyalog is el lehet jutni. A városban és a környező közelében több mint 500 mészkőbarlangot lehet megtalálni. Ezek közül 3 nyitva áll az ide utazók számára.
- Otaki Sonjudo barlang: Ebben a 800 méter hosszú barlanghálózatban található Japán legnagyobb földalatti vízesése, ami 30 méter magas.
- Dzsomon Do barlang: Ezt a barlangot régen menedékként használták.
- Mijama Sonjudo barlang

## Kultúra

### Múzeumok
- Judokan Papírművészeti Múzeum: itt Mizuno Maszao munkái találhatóak. Ilyen például a Gudzso Odoriról készült diorámája is, amelyben épp azt a pillanatot mutatja be, amikor a fesztivál alatt az emberek karöltve táncolják a Kavaszaki táncot. A múzeum a hivatalos Gudzsó Odori hivatalos plakátjait is bemutatja, amelyeket Mizuno hozott létre több mint 20 évvel ezelőtt.
- Hakurankan Múzeum: itt több kiállításon keresztül ismerhetjük meg a város felépítését, a történelmét és hagyományit.
- Gudzsó Hacsiman Rakugeikan Múzeum: több különböző kiállítással is rendelkezik. Az épület egy Shova kori kórház volt, ezért több kiállítás is bemutatja az itt készült gyógyszereket, valamint orvostudományi technikákat és műszereket.
- Mingei Múzeum: szamuráj fegyverek és páncélok gyűjteménye található itt
- Szaito Tea Ceremónia és Művészeti Múzeum
- Omodakaja Népművészeti Múzeum

### Épületek
- Gudzsó Hacsiman Kinenkan turisztikai információs központ a város turisztikai egyesületének az otthona. A turisták térképeket, szálláslehetőségeket és egyéb hasznos információt találhatnak itt. Az épületnél található még egy ajándékbolt, egy kávézó, illetve szabadtéri padok, amelyek tökéletes kilátást biztosítanak a Josida folyóra.

### Művészet
Kahi vers:1919-ben Sinobu Orikucsi, művésznevén Saku Csóku meglátogatta Gúdzso Hacsimant, azzal a céllal, hogy talál egy gyönyörű várvárost, amiről később verset írhat. Viszont mikor megérkezett a városba, azzal kellett szembesülnie, hogy Gúdzso Hacsiman északi része gyakorlatilag porrá égett egy tűzvész során. Az áldozatok és a tragikus esemény megemlékezésére írta meg Kahi című versét. Ezt kőbe faragta, majd oda helyezte, ahol a tűzvész történt. Ma már ez a kő a vízzel érintkezik, ezzel is szimbolizálják azt a reményt, hogy a város többször nem fog átélni egy ilyen katasztrófát.